# Roberta Close
Roberta Close (Río de Janeiro, 7 de diciembre de 1964) es una modelo, actriz y personalidad televisiva brasileña. Es constantemente mencionada en los medios como una de las mayores íconos brasileños y una de las principales símbolos sexuales del país entre las décadas de 1980 y 1990, además de ser pionera del transfeminismo en su país natal.

## Biografía
Luego de debutar como estrella en el Carnaval de 1980, ganó notoriedad como protagonista del videoclip de la canción Dá Um Close Nela, de Erasmo Carlos, en 1984. En el video, que logró un gran éxito comercial tras su estreno en Fantástico, interpreta a una travesti que atrae las miradas masculinas mientras camina por las calles de Río de Janeiro. El mismo año, se convirtió en la primera modelo transgénero en aparecer en la revista Playboy, en un número récord de ventas. Más tarde, Roberta Close ha aparecido en la pasarela de numerosas casas de moda, incluidas Thierry Mugler, Guy Laroche, Jean Paul Gaultier. También apareció en editoriales de Vogue y escribió una memoria llamada Muito Prazer, Roberta Close (1997).

### Vida personal
En 1993, Close se casó con el suizo Roland Granacher. La boda se llevó a cabo en Europa, ya que no era legal en Brasil. Vive con Granacher en Zúrich y París. En mayo de 2015, Close dijo al presentador de televisión brasileño Gugu Liberato que recientemente se había sometido a una prueba genética que reveló que es intersexual. La Oficina de Registros Públicos del 4.º distrito de Río de Janeiro le emitió una nueva partida de nacimiento, que estableció que el 7 de diciembre de 1964 nació una niña del sexo femenino y recibió el nombre de Roberta Gambine Moreira.

## Filmografía

### Televisión
- 1984: Big Close[12]
- 1997: Mandacaru[13]
- 2000: Zorra Total[13]
- 2000: De Noite na Cama[14]

### Películas
- 1987: No Rio Vale Tudo[13]
- 1990: O Escorpião Escarlate[13]
- 2002: Kinky Gerlinky[15]

## Teatro
- 1987: Uma Vez por Semana[16]
- 1999: O Lobo da Madrugada[16]
- 1999: Actuación[17]